# 岩橋慶侍
岩橋 慶侍（いわはし けいじ、1991年4月23日 - ）は、京都府京都市伏見区出身の元プロ野球選手（投手）。左投左打。2021年現在、オリックス・バファローズで打撃投手を務めている。

## 経歴

### プロ入り前
小学1年から投手として野球を始め、京都市立深草中学校時代は深草中村メッツに所属していた。京都府立京都すばる高等学校では、2年秋からエースとなったが、甲子園出場はならなかった。
高校卒業後は京都産業大学に進学し、関西六大学野球リーグでは58試合に登板し、30勝（リーグ歴代4位タイ、うち完投勝利が22、完封勝利が6）12敗、415投球回、293奪三振、防御率1.56。東京ヤクルトスワローズを含め中日ドラゴンズ・オリックス・バファローズなど7球団10人のスカウトが視察に訪れた。
2013年10月24日、プロ野球ドラフト会議で東京ヤクルトスワローズから4位指名を受け、契約金4000万円、年俸800万円（いずれも推定）で入団契約を結んだ。背番号は44。

### ヤクルト時代
2014年は開幕は二軍で迎えたが、5月13日に一軍初昇格。5月15日の読売ジャイアンツ戦に中継ぎとして初登板、1回を2奪三振を含む三者凡退に抑えた。6月15日の北海道日本ハムファイターズ戦でプロ初セーブを記録。7月5日の広島東洋カープ戦でプロ初勝利を記録。7月12日に左肘痛で戦線を離脱、9月に同箇所の手術を行った。
2015年は1試合の登板に終わった。
2016年は一軍公式戦おいて14試合に登板。11月25日から台湾で開催された2016アジアウインターベースボールリーグにおいて、NPBイースタン選抜に選出される。
2017年は9月にプロ初先発を含め東京ドームでの巨人戦2試合に先発したが、いずれも菅野智之と投げ合い敗れている。このうち9月26日には、4回裏に巨人軍通算10000号となる本塁打を中井大介に浴びた。11月25日から台湾で開催される2017アジアウインターベースボールリーグにおいて、梅野雄吾の辞退により、追加召集でNPBイースタン選抜に選出される。
2019年は一軍登板はなく、10月1日に戦力外通告を受けた。

### 現役引退後
ヤクルト退団後の12月26日に2020年1月1日付でオリックス・バファローズの球団職員（コミュニティグループ配属）としてへの入団が発表された。同年11月に第一子誕生。リハビリを終え、2021年からは打撃投手を務める。

## 選手としての特徴
スリークォーターから最速141km/hのストレートに加え、スライダー、チェンジアップ、カットボールを操る。
テークバックが小さく、球の出どころが見えづらい投球フォームが特徴である。

## 詳細情報

### 年度別投手成績
| 年 度     | 球 団     | 登 板 | 先 発 | 完 投 | 完 封 | 無 四 球 | 勝 利 | 敗 戦 | セ 丨 ブ | ホ 丨 ル ド | 勝 率 | 打 者 | 投 球 回 | 被 安 打 | 被 本 塁 打 | 与 四 球 | 敬 遠 | 与 死 球 | 奪 三 振 | 暴 投 | ボ 丨 ク | 失 点 | 自 責 点 | 防 御 率 | W H I P |
| --------- | --------- | ----- | ----- | ----- | ----- | -------- | ----- | ----- | -------- | ----------- | ----- | ----- | -------- | -------- | ----------- | -------- | ----- | -------- | -------- | ----- | -------- | ----- | -------- | -------- | ------- |
| 2014      | ヤクルト  | 17    | 0     | 0     | 0     | 0        | 1     | 0     | 1        | 4           | 1.000 | 67    | 14.0     | 18       | 0           | 7        | 1     | 0        | 13       | 0     | 0        | 5     | 4        | 2.57     | 1.71    |
| 2015      | ヤクルト  | 1     | 0     | 0     | 0     | 0        | 0     | 0     | 0        | 0           | ----  | 6     | 1.0      | 2        | 1           | 1        | 0     | 0        | 0        | 0     | 0        | 2     | 2        | 18.00    | 3.00    |
| 2016      | ヤクルト  | 14    | 0     | 0     | 0     | 0        | 0     | 1     | 0        | 1           | .000  | 64    | 13.2     | 14       | 2           | 9        | 1     | 0        | 10       | 2     | 0        | 12    | 11       | 7.24     | 1.61    |
| 2017      | ヤクルト  | 2     | 2     | 0     | 0     | 0        | 0     | 2     | 0        | 0           | .000  | 43    | 10.0     | 8        | 1           | 5        | 0     | 0        | 8        | 0     | 0        | 4     | 2        | 1.80     | 1.30    |
| 通算：4年 | 通算：4年 | 34    | 2     | 0     | 0     | 0        | 1     | 3     | 1        | 5           | .250  | 180   | 38.2     | 42       | 4           | 22       | 2     | 0        | 31       | 2     | 0        | 23    | 19       | 4.42     | 1.65    |

### 年度別守備成績
| 年 度 | 球 団    | 投手  | 投手  | 投手  | 投手  | 投手  | 投手     |
| 年 度 | 球 団    | 試 合 | 刺 殺 | 補 殺 | 失 策 | 併 殺 | 守 備 率 |
| ----- | -------- | ----- | ----- | ----- | ----- | ----- | -------- |
| 2014  | ヤクルト | 17    | 1     | 2     | 0     | 0     | 1.000    |
| 2015  | ヤクルト | 1     | 0     | 1     | 0     | 0     | 1.000    |
| 2016  | ヤクルト | 14    | 0     | 1     | 0     | 0     | 1.000    |
| 2017  | ヤクルト | 2     | 0     | 4     | 0     | 1     | 1.000    |
| 通算  | 通算     | 34    | 1     | 8     | 0     | 1     | 1.000    |

### 記録
投手記録
- 初登板：2014年5月15日、対読売ジャイアンツ9回戦（東京ドーム）、8回裏に2番手で救援登板、1回無失点
- 初奪三振：同上、8回裏に阿部慎之助から空振り三振
- 初ホールド：2014年5月20日、対千葉ロッテマリーンズ1回戦（QVCマリンフィールド）、6回裏に2番手で救援登板、1回2/3を無失点
- 初セーブ：2014年6月15日、対北海道日本ハムファイターズ4回戦（札幌ドーム）、9回裏に5番手で登板、完了、2/3を無失点
- 初勝利：2014年7月5日、対広島東洋カープ10回戦（MAZDA Zoom-Zoom スタジアム広島）、8回裏に6番手で救援登板、1/3回を無失点
- 初先発登板：2017年9月8日、対読売ジャイアンツ19回戦（東京ドーム）、6回2失点（自責点0）で敗戦投手

打撃記録
- 初打席：2017年9月8日、対読売ジャイアンツ19回戦（東京ドーム）、3回表に菅野智之から見逃し三振
- 初安打：同上、6回表に菅野智之から中安打

### 背番号
- 44 （2014年 - 2019年）
- 100 （2021年 - ）

### 登場曲
- 「As Your Friend (Explicit Edit)」Afrojack Feat Chris Brown（2014年 - ）

### 代表歴
- 2016アジアウインターベースボールリーグ：NPBイースタン選抜[6]
- 2017アジアウインターベースボールリーグ：NPBイースタン選抜[7]